# FC Vaduz
FC Vaduz je lihtenštajnski nogometni klub iz Vaduza. Klub se natječe u sklopu švicarskih nogometnih liga.

## Uspjesi
- Lihtenštajnski nogometni kup: 50

1949., 1952., 1953., 1954., 1956., 1957., 1958., 1959., 1960., 1961., 1962., 1966., 1967., 1968., 1969., 1970., 1971., 1974., 1980., 1985., 1986., 1988., 1990., 1992., 1995., 1996., 1998., 1999., 2000., 2001., 2002., 2003., 2004., 2005., 2006., 2007., 2008., 2009., 2010., 2011., 2013., 2014., 2015., 2016., 2017., 2018., 2019., 2022., 2023., 2024.
- Challenge League prvak: 3

2003., 2008., 2014.

## Vanjske poveznice
- Službene stranice (njem.)